# کوالسکی ۷۳۹۲
سیارک ۷۳۹۲ (به انگلیسی: 7392 Kowalski، نامگذاری:1984EX) هفت هزار و سیصد و نود و دومین سیارک کشف شده‌است که در ۶ مارس ۱۹۸۴ کشف شد.
قدر مطلق سیارک برابر ۱۲٫۴۰ است.